# Lerchenberg und Kernesbellen von Darmstadt-Eberstadt
Lerchenberg und Kernesbellen von Darmstadt-Eberstadt este o arie protejată (arie specială de conservare — SAC, sit de importanță comunitară — SCI) din Germania întinsă pe o suprafață de 17,19 ha, integral pe uscat.

## Localizare
Centrul sitului Lerchenberg und Kernesbellen von Darmstadt-Eberstadt este situat la coordonatele 49°48′51″N 8°39′26″E / 49.8142°N 8.6572°E.

## Înființare
Situl Lerchenberg und Kernesbellen von Darmstadt-Eberstadt a fost declarat sit de importanță comunitară în aprilie 1999 pentru a proteja 4 specii de animale. Situl a fost protejat și ca arie specială de conservare în martie 2008.

## Biodiversitate
Situată în ecoregiunea continentală, aria protejată conține 2 habitate naturale: Pajiști calcaroase din nisipuri xerice, Pajiști uscate seminaturale și facies de acoperire cu tufișuri pe substraturi calcaroase (Festuco-Brometalia) (* situri importante pentru orhidee).
La baza desemnării sitului se află mai multe specii protejate:
- păsări (3): capîntortură (Jynx torquilla), ciocănitoare verzuie (Picus canus), pupăză (Upupa epops)
- nevertebrate (1): Euplagia quadripunctaria

Pe lângă speciile protejate, pe teritoriul sitului au mai fost identificate 29 de specii de plante, 6 specii de nevertebrate, 2 specii de reptile.